# Enontekiö
Enontekiö (Eanodat în sami și Enontekis în suedeză) este o comună din Finlanda.